# Hernando de Soto

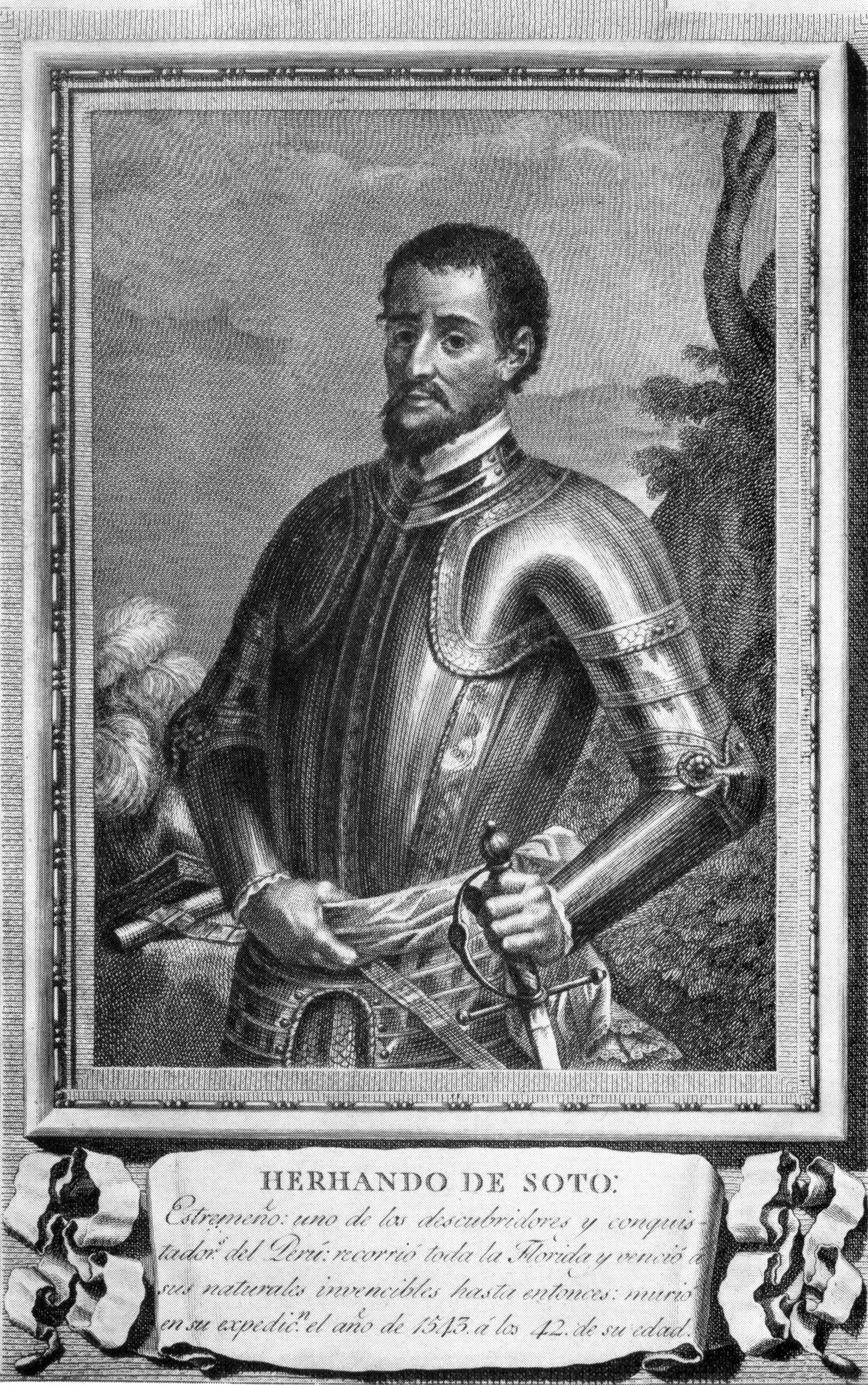
Hernando de Soto

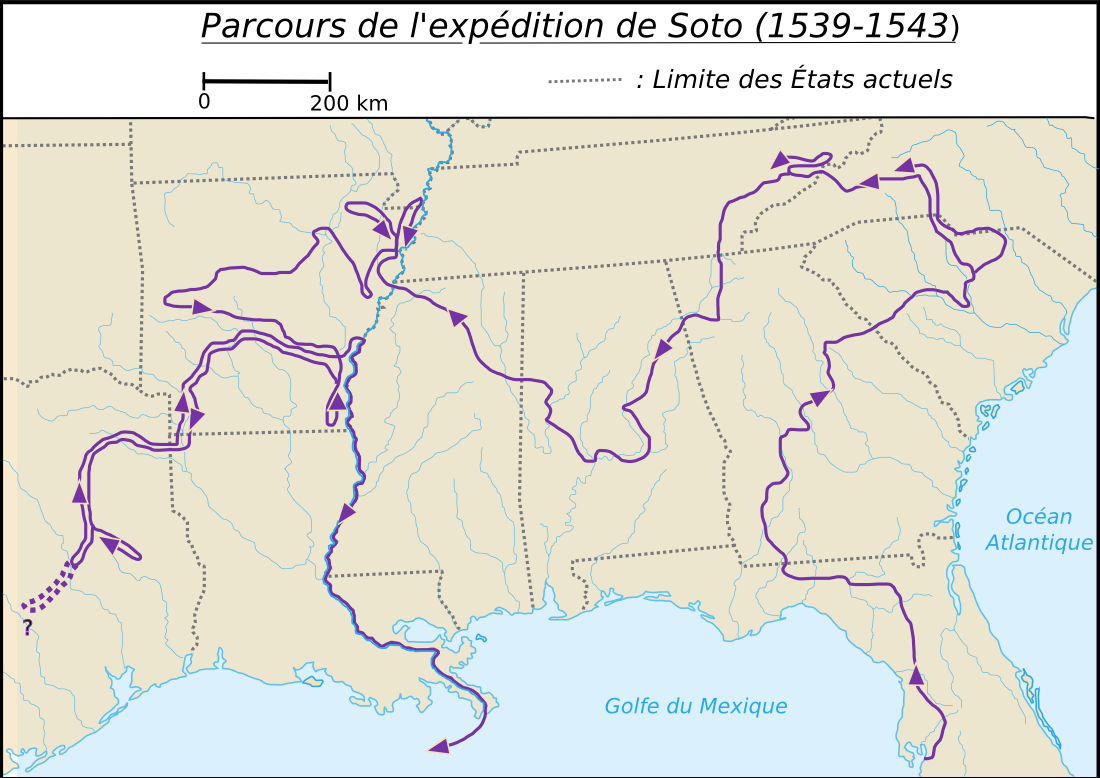
Hernando de Soto expedíciójának útja

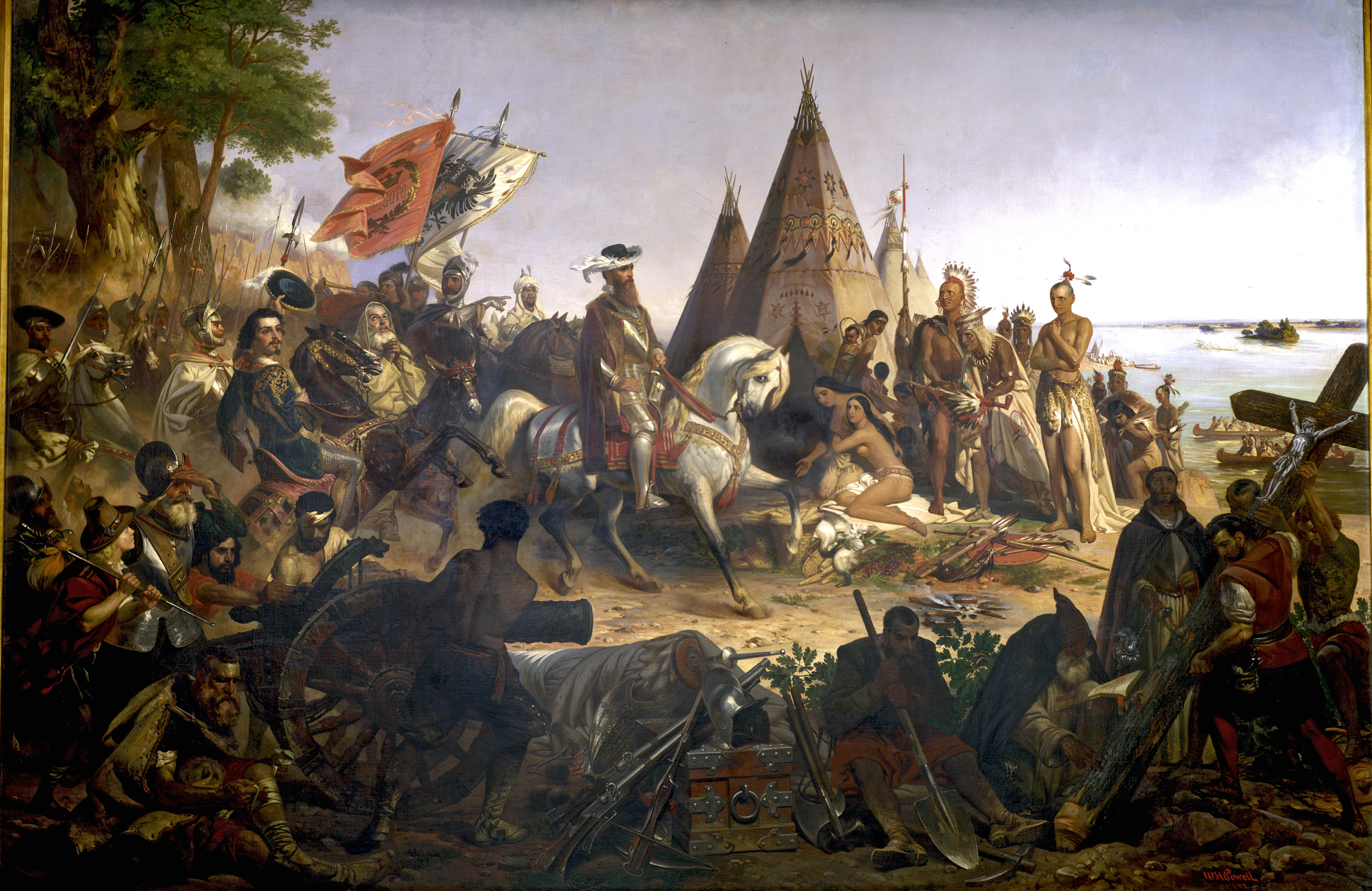
William H. Powell: A Mississippi felfedezése (festmény)

Hernando de Soto (1496/1497 – 1542. május 21.) spanyol hódító és felfedező.

## Élete
Szerény körülmények között élő spanyol nemesi családba született. A kivezető utat számára az Újvilág felfedezése jelentette, úgyhogy már 16 évesen (1514-ben) Pedrarias Dávila, az első panamai kormányzó kíséretének tagjaként Amerikába hajózott.
De Soto elismert volt mint bátor, okos taktikus tervező, megingathatatlan hűségű kiváló katona, híres lovas, de kimagasló képességeit notórius, szélsőséges brutalitásának szolgálatába állította.
De Soto ambíciójára kétségtelenül hatással volt Juan Ponce de León, aki felfedezte Floridát, Vasco Núñez de Balboa, aki felfedezte a Csendes-óceánt és Ferdinand Magellan, aki először hajózott a Távol-Keletre.
1530-ban 23 éves korában Francisco Fernández Córdoba hajóján Panama, Nicaragua és Honduras felfedezésére indult. Nicaraguából egy expedíciót vezetett a Yucatán-félszigetre, hogy megtalálja az átjárót az Atlanti és a Csendes-óceán között, s létrehozzon egy kereskedelmi hálózatot a keleti világ és Spanyolország között.
A sikertelen keresés után 1532-ben hátrahagyva nicaraguai birtokát, Francisco Pizarróhoz csatlakozott, hogy meghódítsa Perut. Ő fedezte fel az inka fővárosba, Cuzcóba vezető ösvényt.
Az inka birodalom leigázása után Pizarro az új főváros (a mai Lima) építésébe fogott, és De Soto lett Cuzco alkormányzója.
1535-ben I. Károly kinevezte Diego de Almagrót az Inka Birodalom déli részének kormányzójává. Almagro tervbe vette a birodalom déli részeinek feltárását, meghódítását, de terveiben De Soto nem szerepelt, így ő felpakolta vagyonát, és visszatért Spanyolországba. Cabeza de Vaca története a talált aranyról azonban nem hagyta nyugodni, és egy költséges expedíció élén visszatért Amerikába. Akkor már Kuba kormányzója, Florida elöljárója és a még felfedezetlen területek márkija címeket viselte.

## A Mississippi felfedezése
1539-ben Floridában, a Charlotte-öbölben kötött ki 620 emberrel és a megmaradt 220 lóval. A hajó utasai között volt pap, kézműves, mérnök, farmer és kereskedő.
Előzőleg Panfilo de Narváez expedíciója járt már ezen a helyen. Agresszív viselkedésük miatt de Sotoékat a bennszülöttek ellenségesen fogadták. Felfedező útja legvégéig kénytelen volt háborúzni az őslakosokkal.
Floridából útját a nyugati parton északnak vette, és újabb, addig ismeretlen indián törzsekre bukkant, amelyek nem mindig fogadták barátságosan. Legsúlyosabb csatáit Észak-Georgia és Alabama földjén vívta, ahol ő maga is megsebesült.
Nem találtak kincseket, sem aranyat, ezért elkeseredett emberei lázadással fenyegették. De Soto folytatta útját nyugat felé. Ő volt az első olyan európai, aki megpillantotta a Mississippi folyót.
A Mississippi neve az odzsibua indián misi-ziibi szóból ered, ennek jelentése „nagy folyó”. De Soto átkelt a Mississippin, áttelelt Arkansas északi részén, majd Oklahomából indult ismét délre Texas felé. A Mississippi völgyében súlyosan megbetegedett, és meghalt.